# Pilikwe
Pilikwe est une ville du Botswana.